# Henrietta Swan Leavitt
Henrietta Swan Leavitt [henriéta svên lêvit], ameriška astronomka, * 4. julij 1868, Lancaster, Massachusetts, ZDA, † 12. december 1921, Cambridge, Massachusetts, ZDA.

## Življenje in delo
Leavittova je bila hči kongregacionističnega duhovnika. Bila je gluha od rojstva. Rodila se je v massachusettski puritanski družini, ki se je v zgodnjem 17. stoletju naselila tja. Priimek so izvirno pisali Levet ali Levett. V nekaterih sodobnejših virih pa je zapisan tudi kot Lewit.
Diplomirala je na Kolidžu Radcliffe Univerze Harvard v Cambridgeu leta 1892.
V letu 1893 je začela delati na Observatoriju Kolidža Harvard (HCO) kot ena od »računskih« pomočnic, ki jih je nastanil predstojnik observatorija Pickering za merjenje izseva zvezd za observatorijsko zbirko fotografskih plošč.
Na slikah Magellanovih oblakov je odkrila na tisoče spremenljivk. Leta 1908 je objavila svoja odkritja v Annals of the Astronomical Observatory of Harvard College, kjer je navedla da nekatere spremenljivke kažejo vzorec - svetlejše so imele daljše periode utripanja sija. V letu 1912 je naprej preučevala nekaj sto fotografij Magellanovih oblakov, ki so jih posneli na Arequipu v Peruju. Med milijardami zvezd, ki sestavljajo Magellanova oblaka, je opazila tudi veliko število spremenljivk tipa δ Kefeja. Natančno je določila periodo in navidezno povprečni sij teh spremenljivk. Tako je našla zakon po katerem je absolutna velikost zvezd kefeid in s tem njihov navidezni sij odvisen od periode spremenljivosti jakosti njihovega sija. To zvezo med navideznim sijem in periodo sija kefeid je Shapley izrazil z absolutnim izsevom. Na ta način lahko določijo oddaljenosti zvezdnih skupin in spiralnih meglic, če so v njih spremenljive kefeide. Ta zveza je podala pomemben pripomoček za merjenje razdalj v Vesolju, če ga je mogoče umeriti. Eno leto po objavi njenih rezultatov je leta 1913 Hertzsprung določil razdalje do več kefeid v naši Galaksiji. S to umeritvijo se je lahko določila razdalja do katerekoli kefeide. Hertzsprung tedaj še ni upošteval medzvezdno absorpcijo, tako da so bile meritve še nenatančne. Precej boljšo umeritev sta leta 1968 dala Sandage in Tammann.
V tistem času ni bilo jasno da milijoni skupkov, ki jih danes imenujemo galaksije, dejansko ležijo zunaj naše Galaksije. Njihove oddaljenosti ni bilo moč izmeriti brez primernega orodja. Kefeide so kmalu opazili v drugih galaksijah kot je na primer Andromedina galaksija, še posebej Hubble med letoma 1923 in 1924. Kefeide so bile pomeben del dokaza da galaksije ležijo daleč stran zunaj naše Galaksije. Naša slika Vesolja se je za vselej spremenila, v veliki meri zaradi odkritja Leavittove. V zadnjem času so s pomočjo Hubblovega vesoljskega daljnogleda uspeli najti kefeide v Jati v Devici na razdalji 60 milijonov svetlobnih let.
Leavittova je občasno delala na Harvardu, ovirale pa so jo zdravstvene težave in družinske obveznosti. Ko je Shapley leta 1921 postal predstojnik observatorija, je bila vodja zvezdne fotometrije. Pozimi tega leta je klonila pred rakom. Pokopali so jo v družinskem grobu na cambriškem pokopališču.

## Priznanja

### Nagrade
Štiri leta po njeni smrti je Mittag-Leffler hotel predlagati Leavittovo za Nobelovo nagrado za fiziko. Pisal je Shapleyju kjer je prosil za več informacij o njenem delu o kefeidnih spremenljivkah. Shapley je odgovoril in namignil, da prava vrednost pripada njegovi razlagi njenih odkritij. Leavittova tako ni bila nikoli nominirana, pa tudi Nobelovih nagrad ne podeljujejo posmrtno.

### Poimenovanja
Po njej se imenuje asteroid 5383 Leavitt, ki sta ga odkrila van Houten in Gehrels leta 1973, ter udarni krater Leavitt na Luni.